# Abilene (Texas)
 Denne artikel omhandler byen Abilene (Texas). Der er også andre byer med dette navn, se Abilene.
Abilene er en by i Texas, USA og byen er administrativt centrum for det amerikanske county Taylor County. Den har et indbyggertal på 125.182 (2020) indbyggere.
Abilene (navngivet efter Kan Abilene) blev grundlagt af en kvægmand som kvægopsamlingspunkt på Texas & Pacific-jernbanen i 1881 på et sted, som oprindeligt var afslutningen på det gamle Chisholm-spor, og byen blev senere hovedområde for kvægproduktionen.
Da byen fejrede sit 100-års jubilæum i 1981 blev der sat olieboreudstyr på markedspladsen for at demonstrere, hvordan man borer huller. Overraskelsen var stor, da der sprang olie op – ikke så meget, men nok til at starte en profitabel produktion.